# 世界で最も居住に適した都市
世界で最も居住に適した都市 とは、「クオリティ・オブ・ライフ（生活の質）」の観点から行われる調査をもとに作成された「居住に適した都市リスト」に与えられる名称である。マーサー・ヒューマン・リソース・コンサルティングによるクオリティ・オブ・リビング調査 や エコノミスト・インテリジェンス・ユニットによるクオリティ・オブ・ライフ インデックスがその例である。 

## マーサー・ヒューマン・リソース・コンサルティング
| Mercer's Quality of Living Survey 2009 |                  |                  |       |
|                                        | 都市名           | 国名             | 数値  |
| 1                                      | ウィーン         | オーストリア     | 108.6 |
| 2                                      | チューリッヒ     | スイス           | 108   |
| 3                                      | ジュネーヴ       | スイス           | 107.9 |
| 4                                      | バンクーバー     | カナダ           | 107.4 |
| 4                                      | オークランド     | ニュージーランド | 107.4 |
| 6                                      | デュッセルドルフ | ドイツ           | 107.2 |
| 7                                      | ミュンヘン       | ドイツ           | 107   |
| 8                                      | フランクフルト   | ドイツ           | 106.8 |
| 9                                      | ベルン           | スイス           | 106.5 |
| 10                                     | シドニー         | オーストラリア   | 106.3 |

詳細はクオリティ・オブ・リビングによる都市順リストを参照
マーサー・ヒューマン・リソース・コンサルティングによる調査は215の都市を39の指標に基づいて数値を算出している。ニューヨークに基準値100 が与えられ、それと比較する形で他の都市の数値が決定する。
このような調査は企業が海外に進出する際にどこにオフィスや工場を設けるかなどの指標として有効である。
2008年度の調査において上位10都市以外ではアメリカ合衆国のホノルルが28位に、シンガポールが28位に、日本の東京都が35位に入っている。下位25カ国のうち18都市がアフリカの国であったが、前年と比べると南アジア（主にインド）、東アジア（主に中国）、中東、東欧は明らかに評価が改善している。下位5都市はチャドのンジャメナ（211位）、スーダンのハルツーム（212位）、コンゴのブラザヴィル（213位）、中央アフリカのバンギ（214位）、 イラクのバグダード（215位）である。
なお「個人の安全」という観点からも調査結果を発表しており、上位5都市はルクセンブルク、ベルン、ジュネーヴ、ヘルシンキ、チューリッヒであった。
また「インフラストラクチャー」の観点では上位5都市はシンガポール、ミュンヘン、コペンハーゲン、つくば市、横浜市であった。
2007年度の調査ではチューリッヒ（108.0ポイント）、バンクーバーとウィーン（107.7ポイント）、オークランド（107.3ポイント）、デュッセルドルフ（107.2ポイント）が上位5都市であった。全体としてはスイス、ドイツ、オーストラリア、ニュージーランド、カナダの都市が高い評価を受けている。特にオーストラリアの主要都市はシドニーが9位、メルボルンが17位、パースが21位、アデレードが30位、ブリスベンが31位と目立って評価が高かった。ニュージーランドは首都のウェリントンが12位、最大の都市のオークランドが4位となりカナダからはバンクーバーが4位、トロントが13位、オタワが18位、モントリオールが22位、カルガリーが24位となっている。アメリカ合衆国からはホノルルが27位、サンフランシスコが29位に入った。

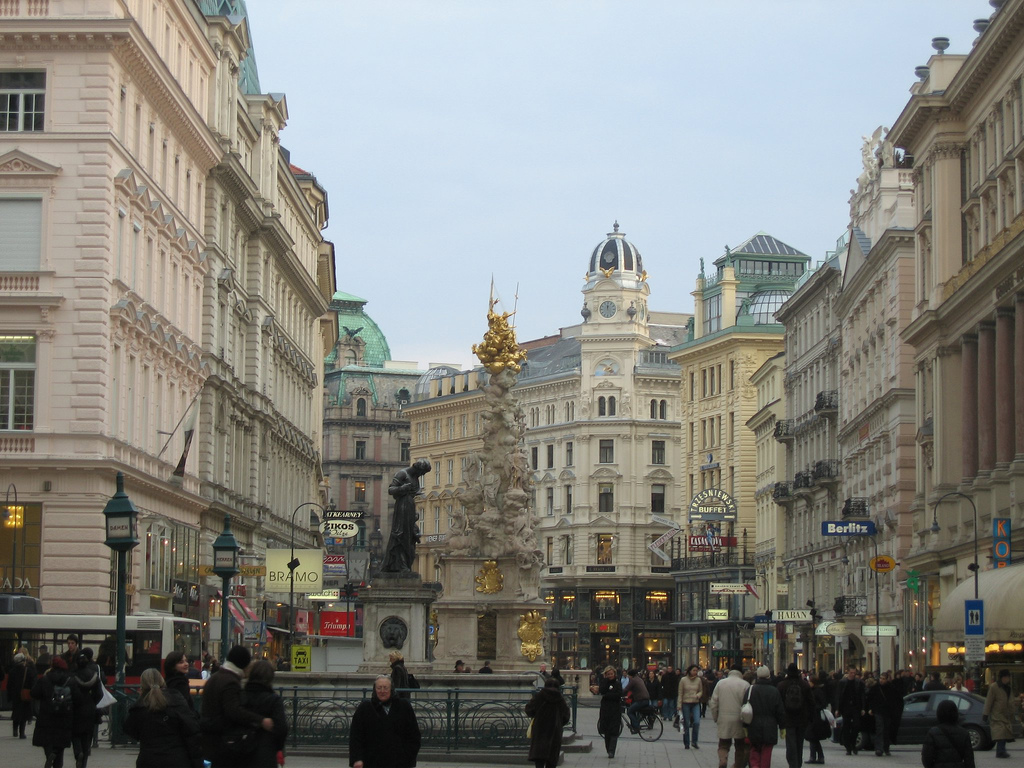
ウィーン - オーストリア
チューリッヒ - スイス
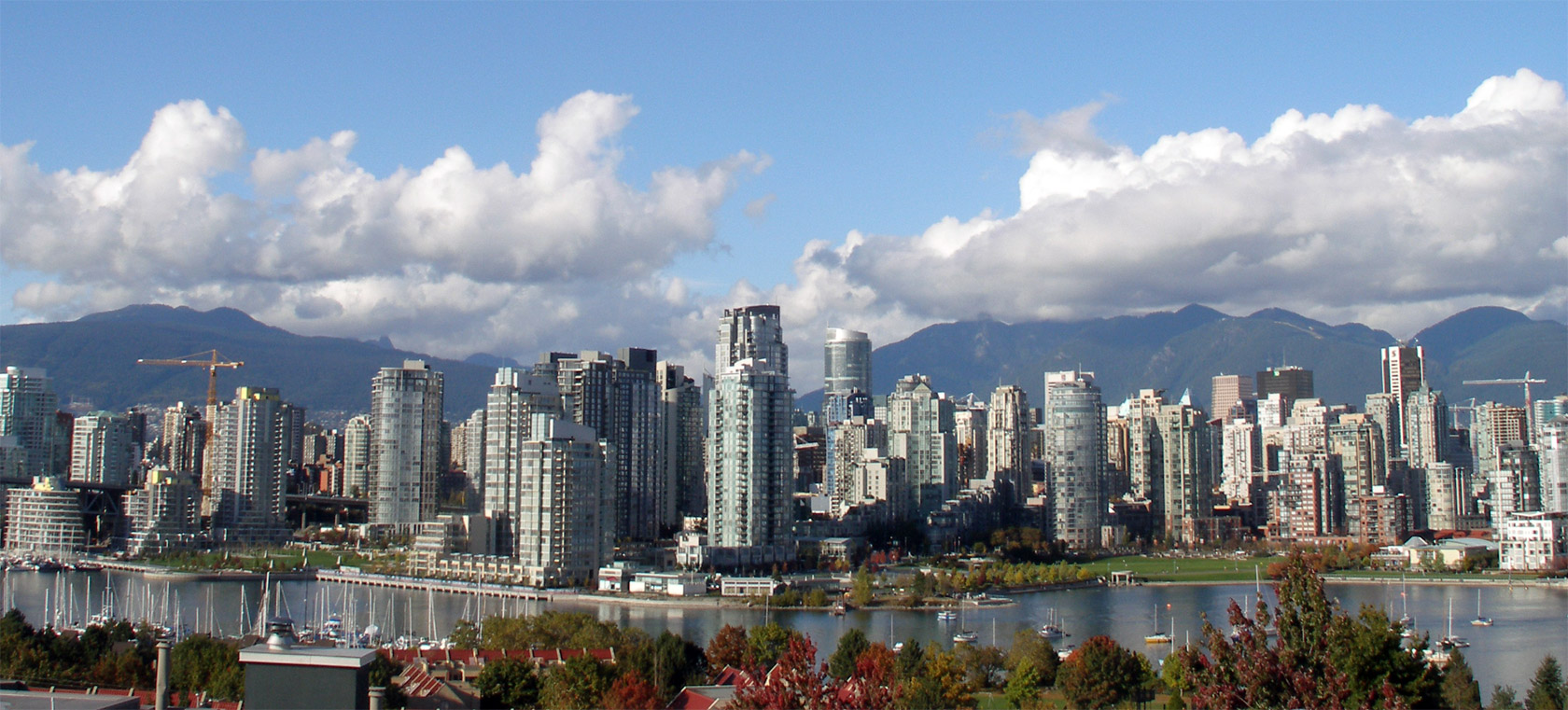
バンクーバー - カナダ
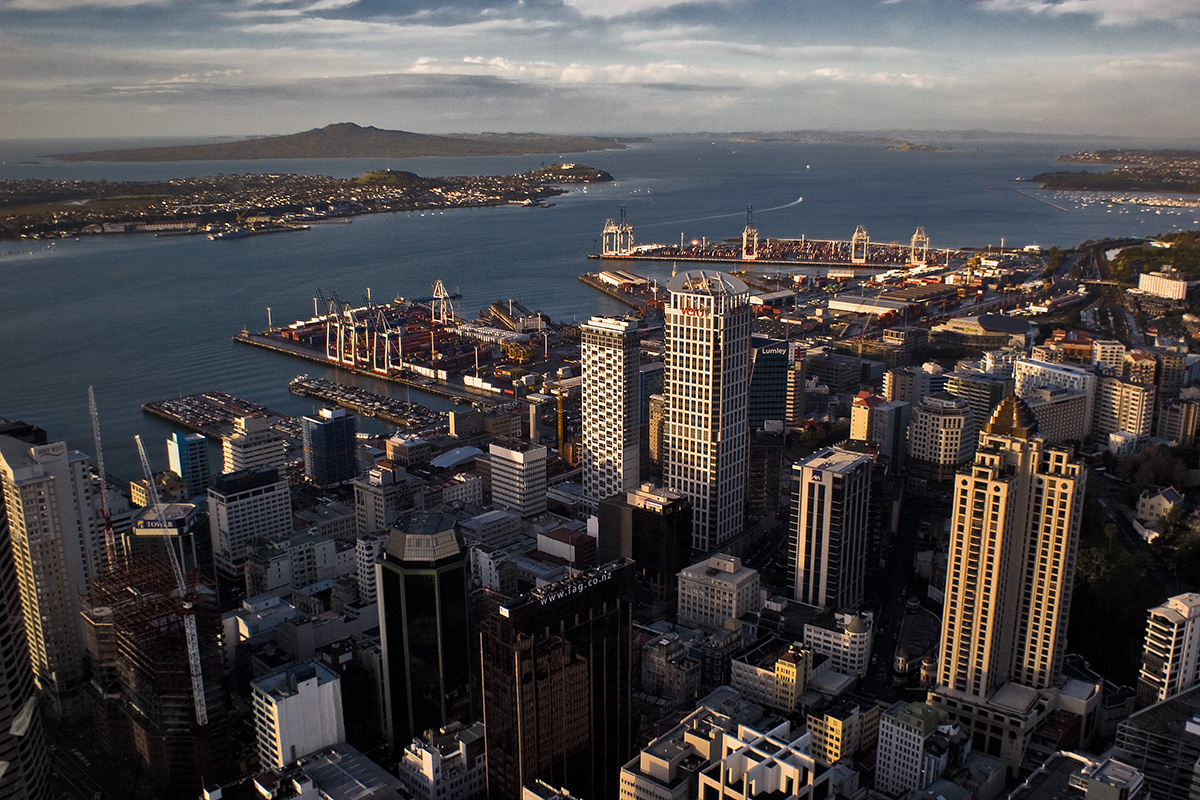
オークランド - ニュージーランド
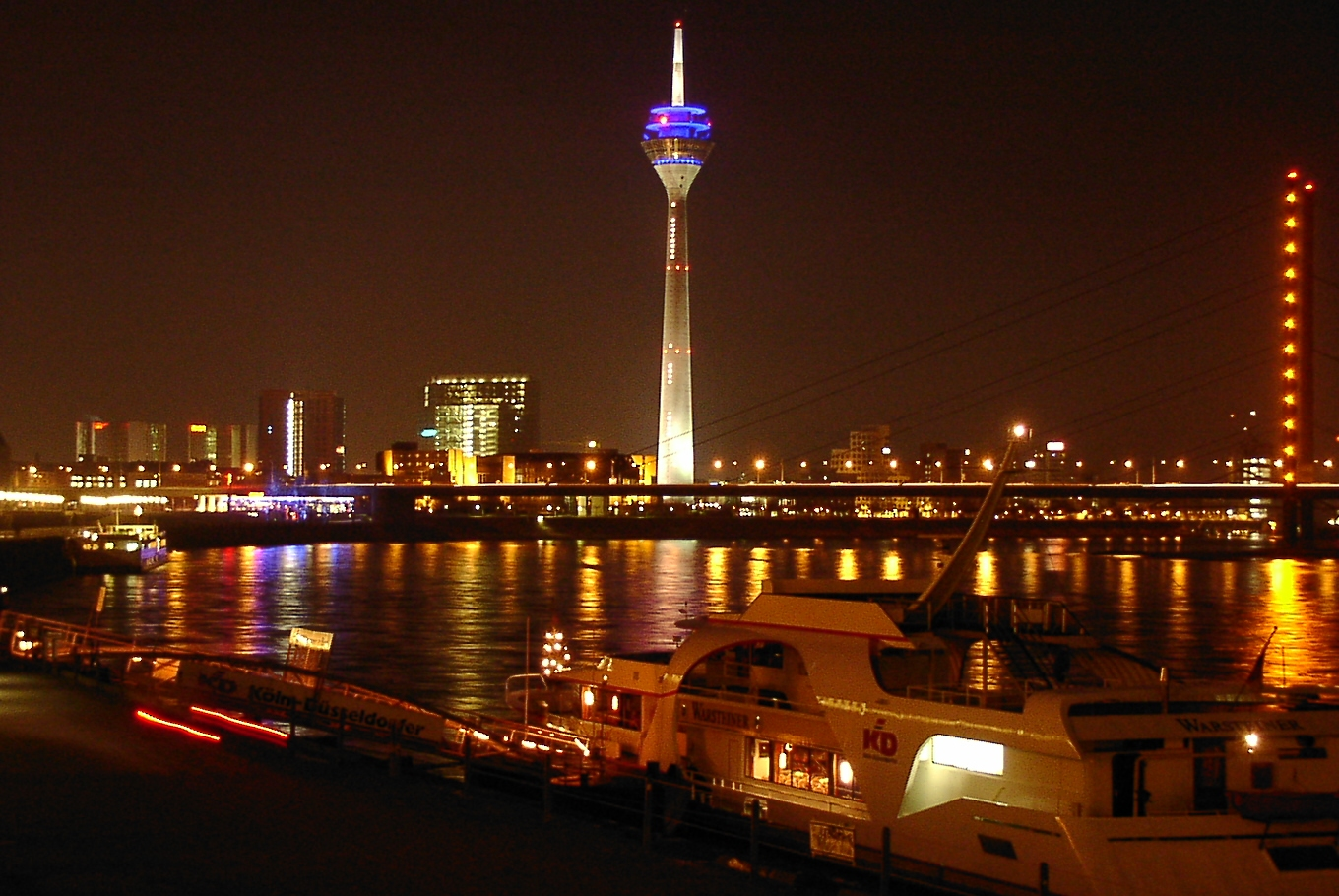
デュッセルドルフ - ドイツ

## エコノミスト・インテリジェンス・ユニット
| The Economist's World's Most Livable Cities 2019 (Top 10) |                |                |      |
|                                                           | 都市名         | 国名           | 数値 |
| 1                                                         | ウィーン       | オーストリア   | 99.1 |
| 2                                                         | メルボルン     | オーストラリア | 98.4 |
| 3                                                         | シドニー       | オーストラリア | 98.1 |
| 4                                                         | 大阪           | 日本           | 97.7 |
| 5                                                         | カルガリー     | カナダ         | 97.5 |
| 6                                                         | バンクーバー   | カナダ         | 97.3 |
| 7                                                         | トロント       | カナダ         | 97.2 |
| 7                                                         | 東京           | 日本           | 97.2 |
| 9                                                         | コペンハーゲン | デンマーク     | 96.8 |
| 10                                                        | アデレード     | オーストラリア | 96.6 |

詳細はクオリティ・オブ・ライフ インデックスを参照
エコノミスト・インテリジェンス・ユニットの調査によればカナダ、オーストラリア、オーストリア、北欧諸国、ニュージーランド、日本などが高く評価されている。
都市別では、オーストリアのウィーンが最も居住に適しているとされ、オーストラリアのメルボルン、シドニー、日本の大阪、カナダのカルガリーと続く。また「現在の国際的な政治状況を考慮すればテロリズムの影響を受けにくい都市が高く評価される傾向がある」とも述べている。
2019年度の調査では、上位10都市の中にオーストラリアからメルボルン(2位)、シドニー(3位)、アデレード(10位)が、カナダからもカルガリー(5位)やバンクーバー(6位)、トロント(7位)が入っている。日本からは、大阪(4位)の他に、東京(7位)もランクインした。アメリカ合衆国ではピッツバーグなどの評価が高かった。
なおジンバブエのハラレが最下位となり、全体としてアフリカ諸国や南アジアは評価が低い。

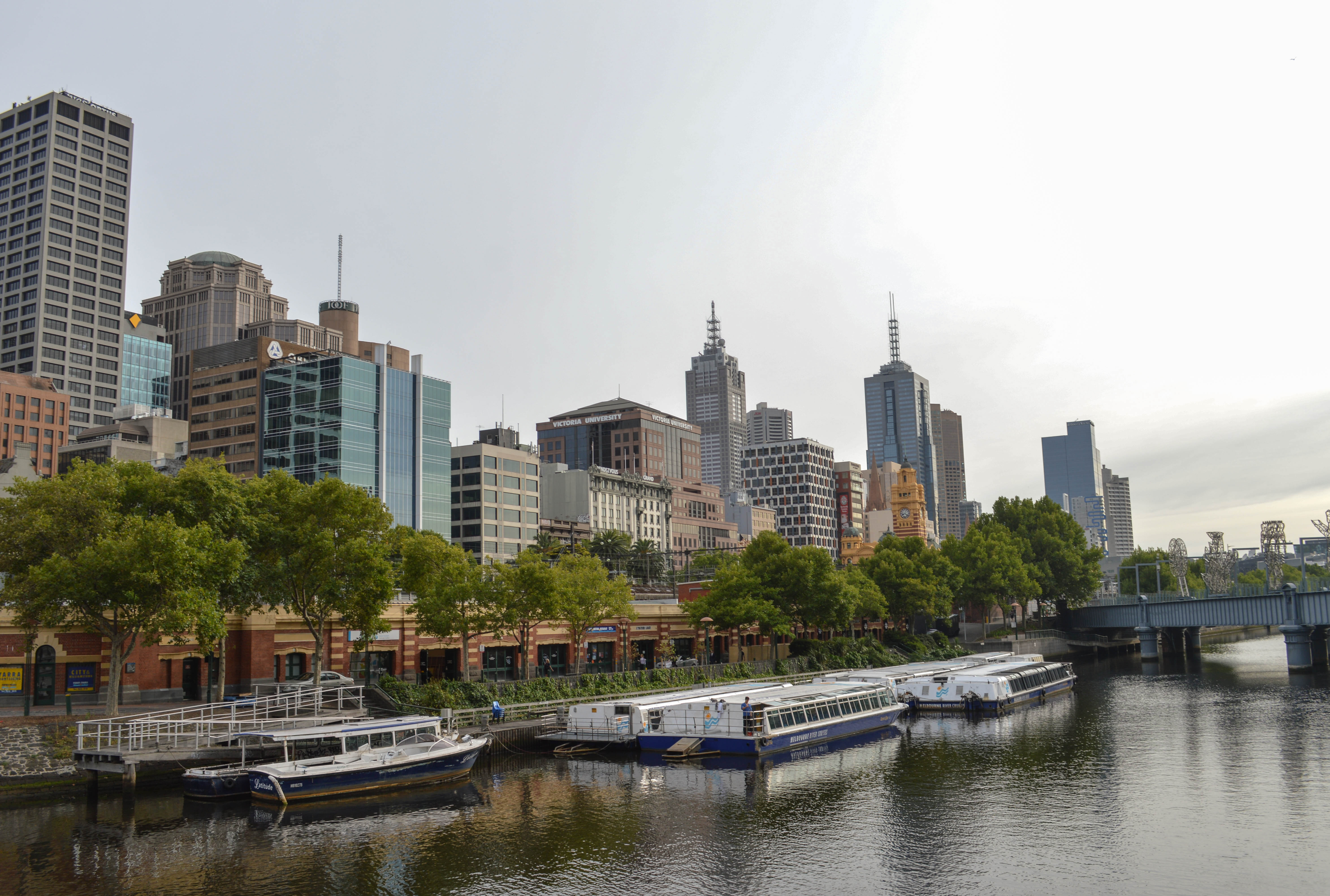
メルボルン - オーストラリア
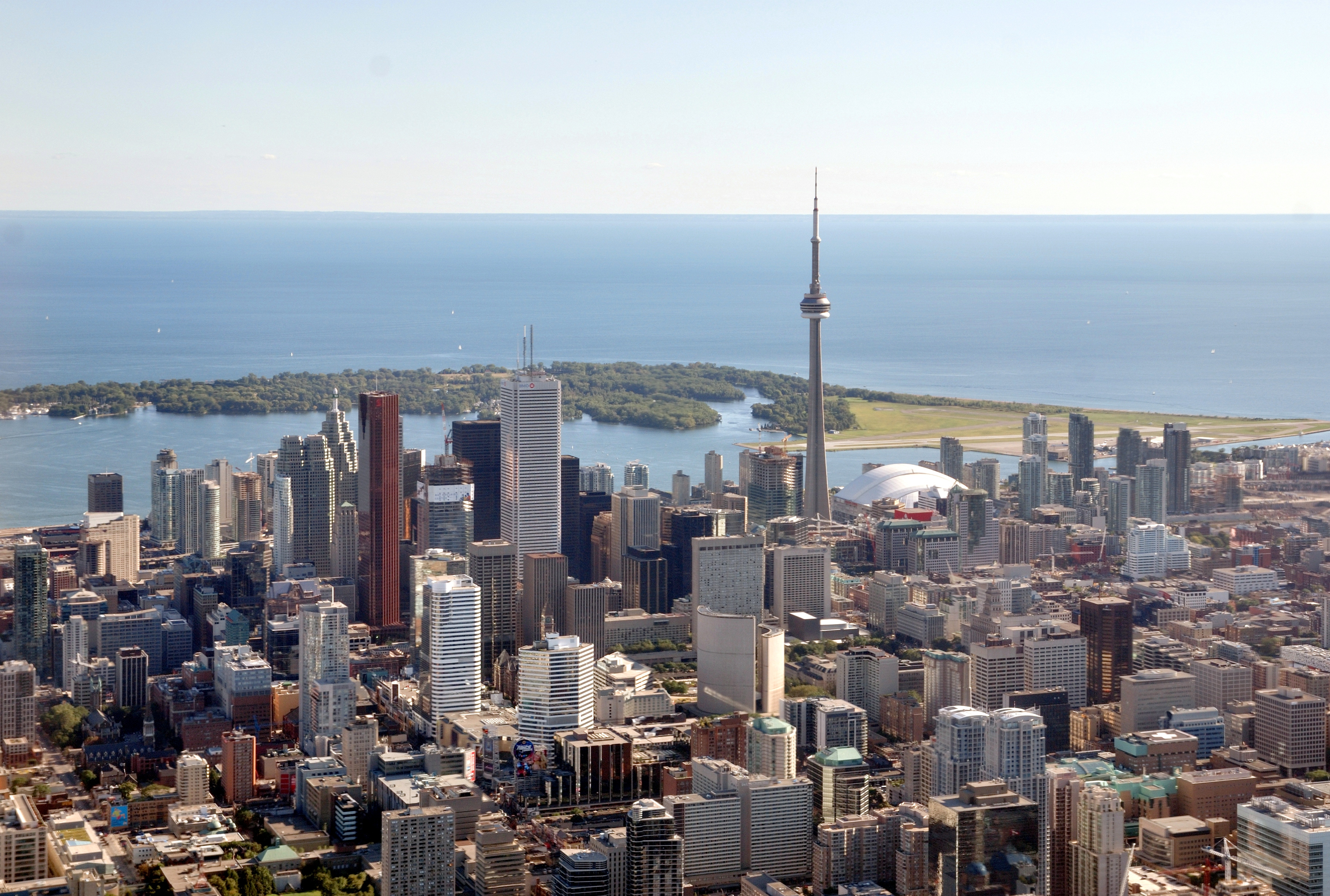
トロント - カナダ
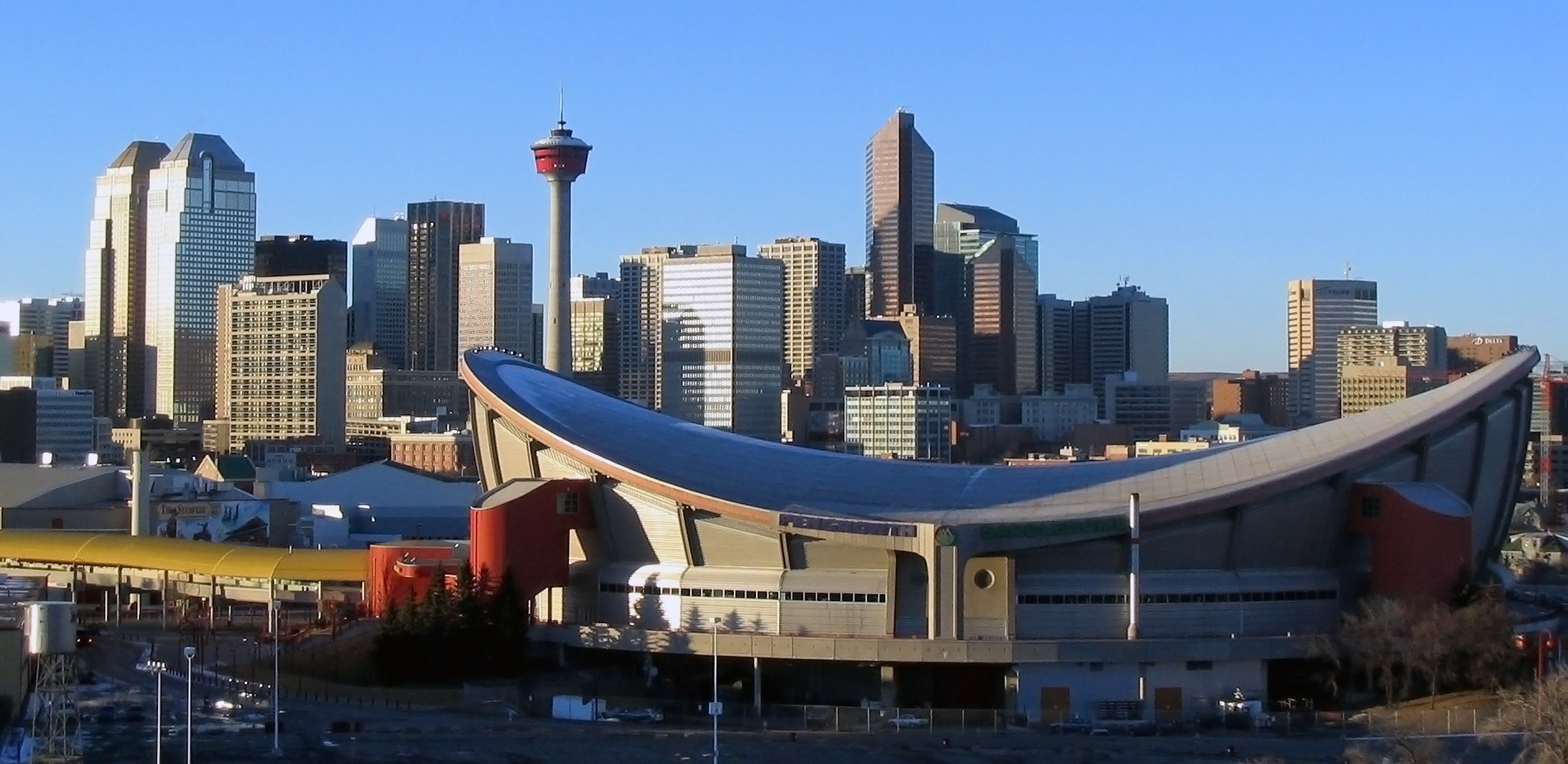
カルガリー - カナダ
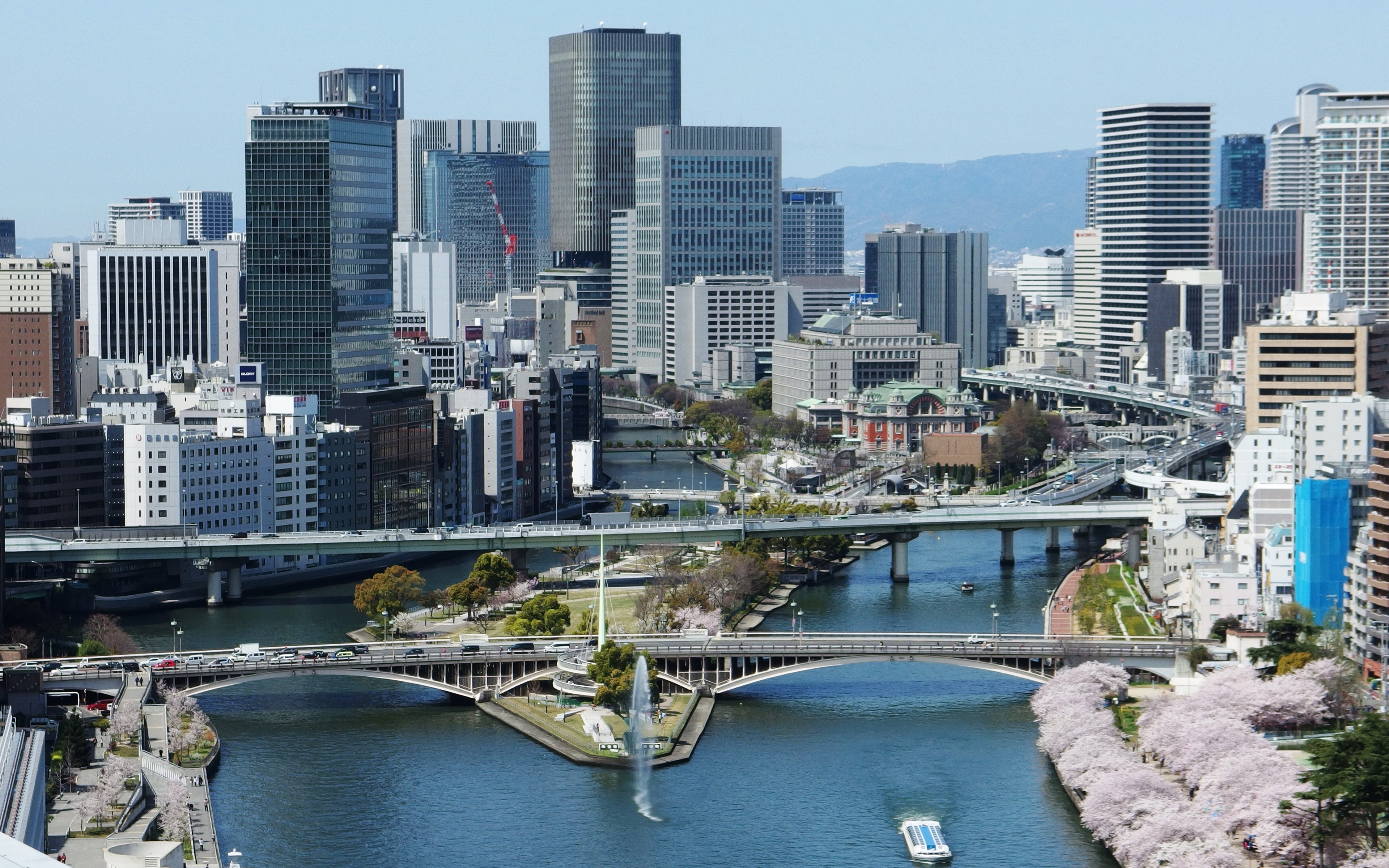
大阪 - 日本
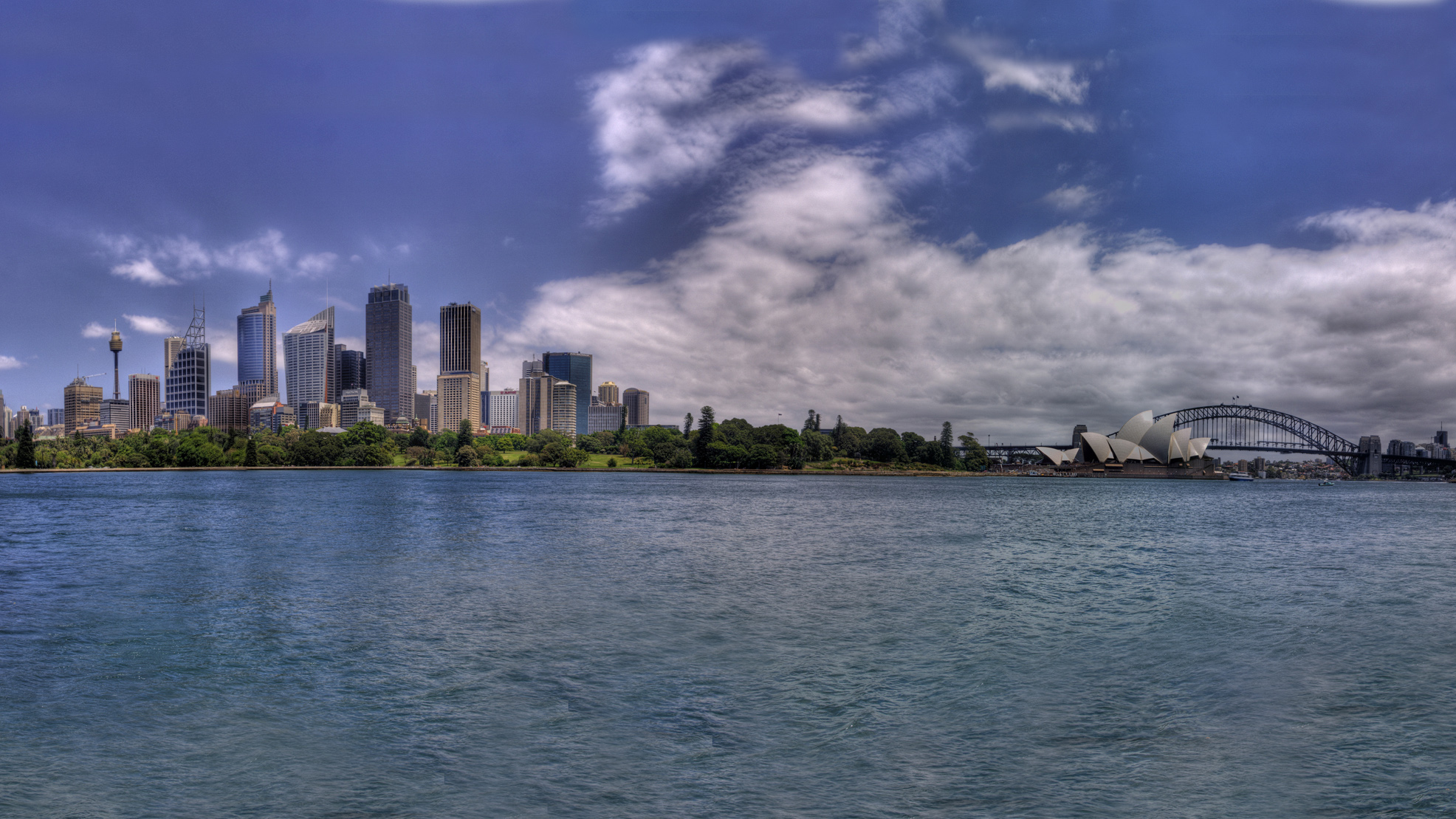
シドニー - オーストラリア

## モノクル
| Monocle's Most Livable Cities Index 2015 |                |                |      |
|                                          | 都市名         | 国名           | 2014 |
| 1                                        | 東京           | 日本           | (02) |
| 2                                        | ウィーン       | オーストリア   | (06) |
| 3                                        | ベルリン       | ドイツ         | (08) |
| 4                                        | メルボルン     | オーストラリア | (03) |
| 5                                        | シドニー       | オーストラリア | (11) |
| 6                                        | ストックホルム | スウェーデン   | (04) |
| 7                                        | バンクーバー   | カナダ         | (15) |
| 8                                        | ヘルシンキ     | フィンランド   | (05) |
| 9                                        | ミュンヘン     | ドイツ         | (08) |
| 10                                       | チューリッヒ   | スイス         | (01) |

2007年からライフスタイルマガジン「モノクル」（Monocle）も「世界で最も居住に適した都市の指標」を発表している。 2009年は25の都市を挙げている。2007年はドイツのミュンヘン、2008年はデンマークのコペンハーゲン、2009年はスイスのチューリッヒ、2010年はドイツのミュンヘン、2011年と2012年はスイスのチューリッヒ.2013年はデンマークのコペンハーゲンが1位であった。
重要な指標は治安や犯罪である。その他気候や日照、建築物、交通機関、（文化や宗教への）寛容さ、環境や自然、都市景観、ビジネス環境 、医療などである。
2015年の調査において10位以下はコペンハーゲン(11位)、福岡市(12位)、シンガポール(13位)、京都市(14位)、パリ(15位)、マドリード(16位)、オークランド(17位), リスボン(18位)、香港(19位)、アムステルダム(20位)、ハンブルク(21位)、ジュネーヴ(22位)、オスロ(23位)、バルセロナ(24位)、ポートランド(25位)となっている。

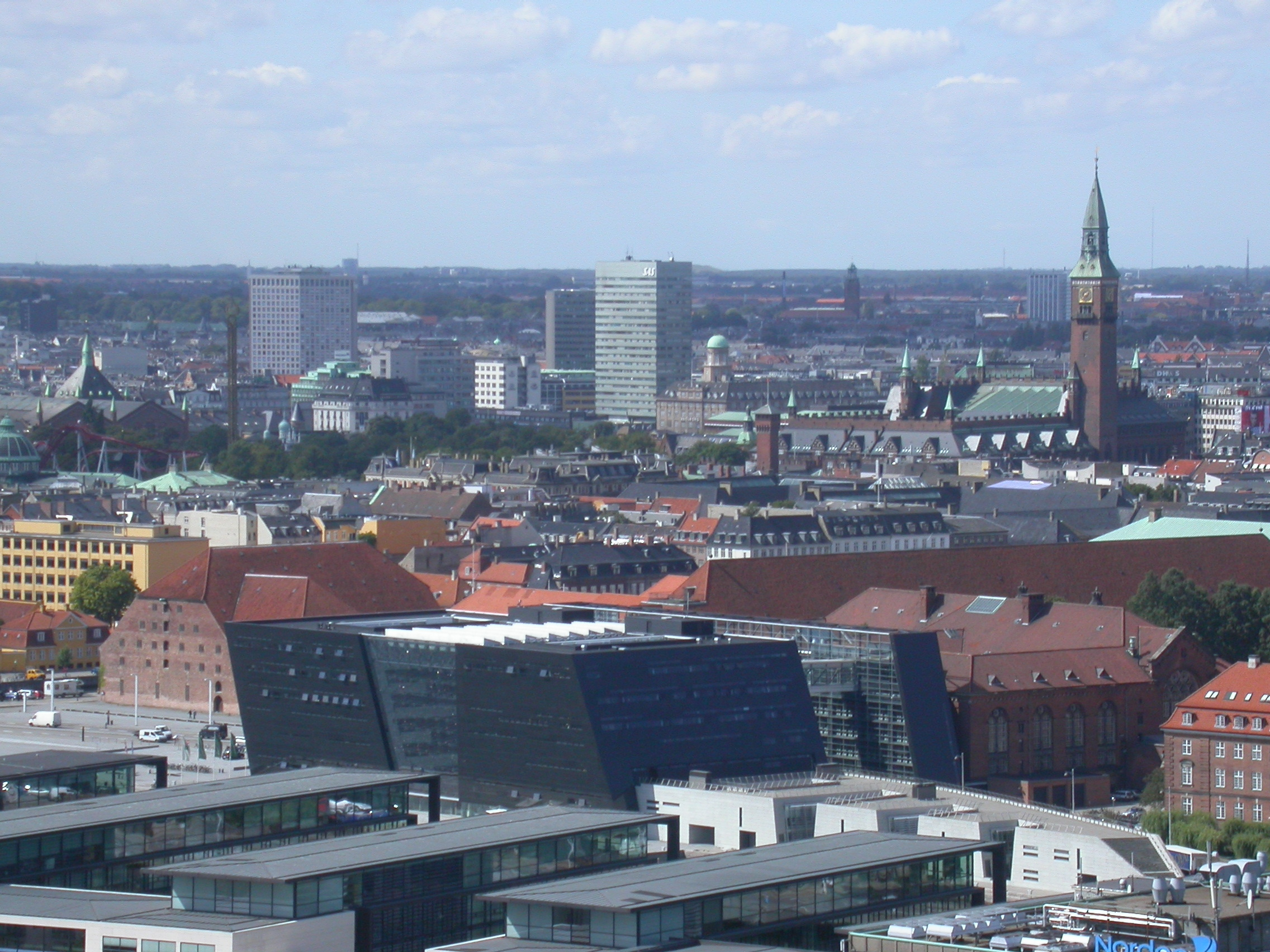
コペンハーゲン - デンマーク
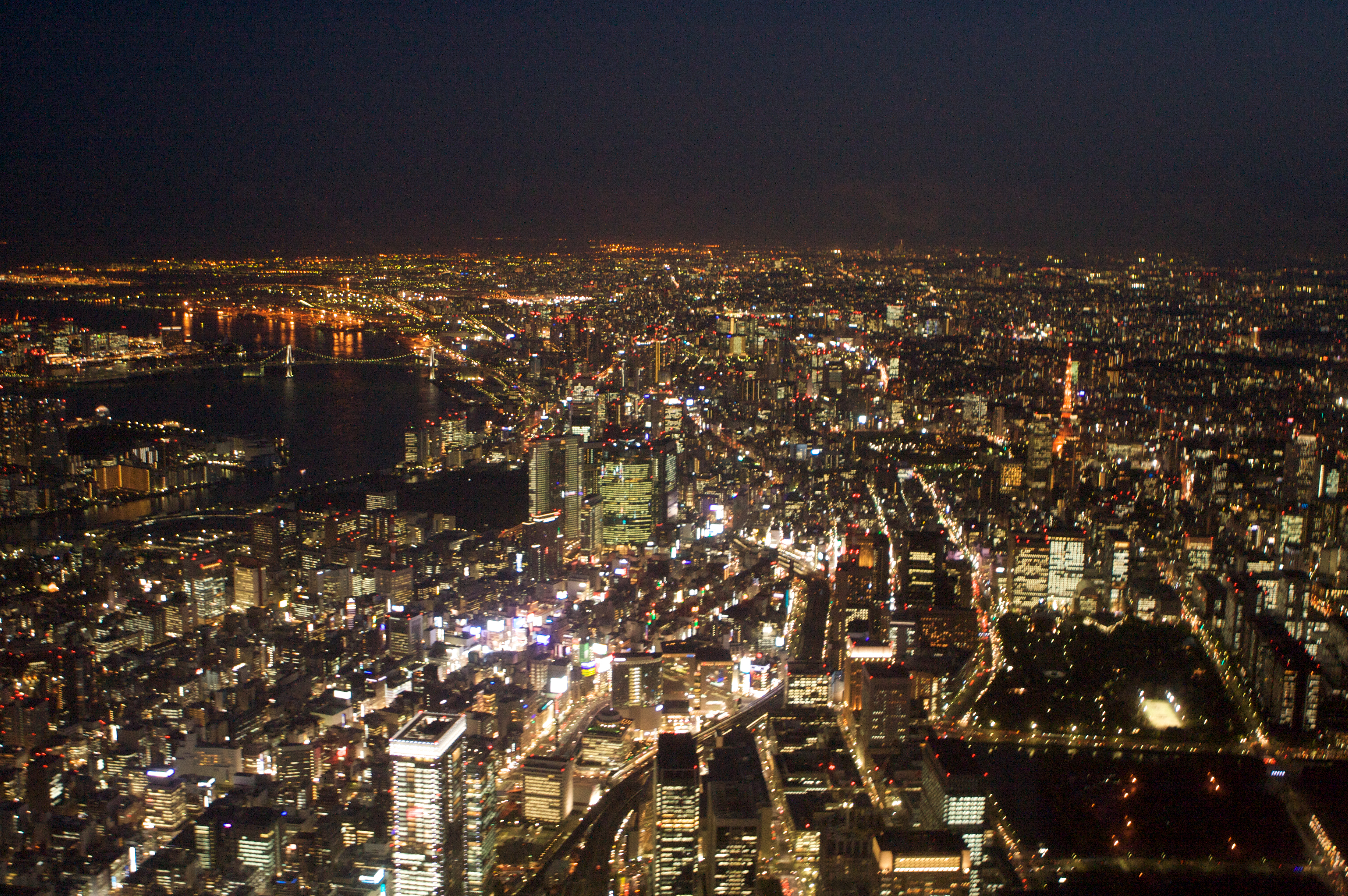
東京都 - 日本
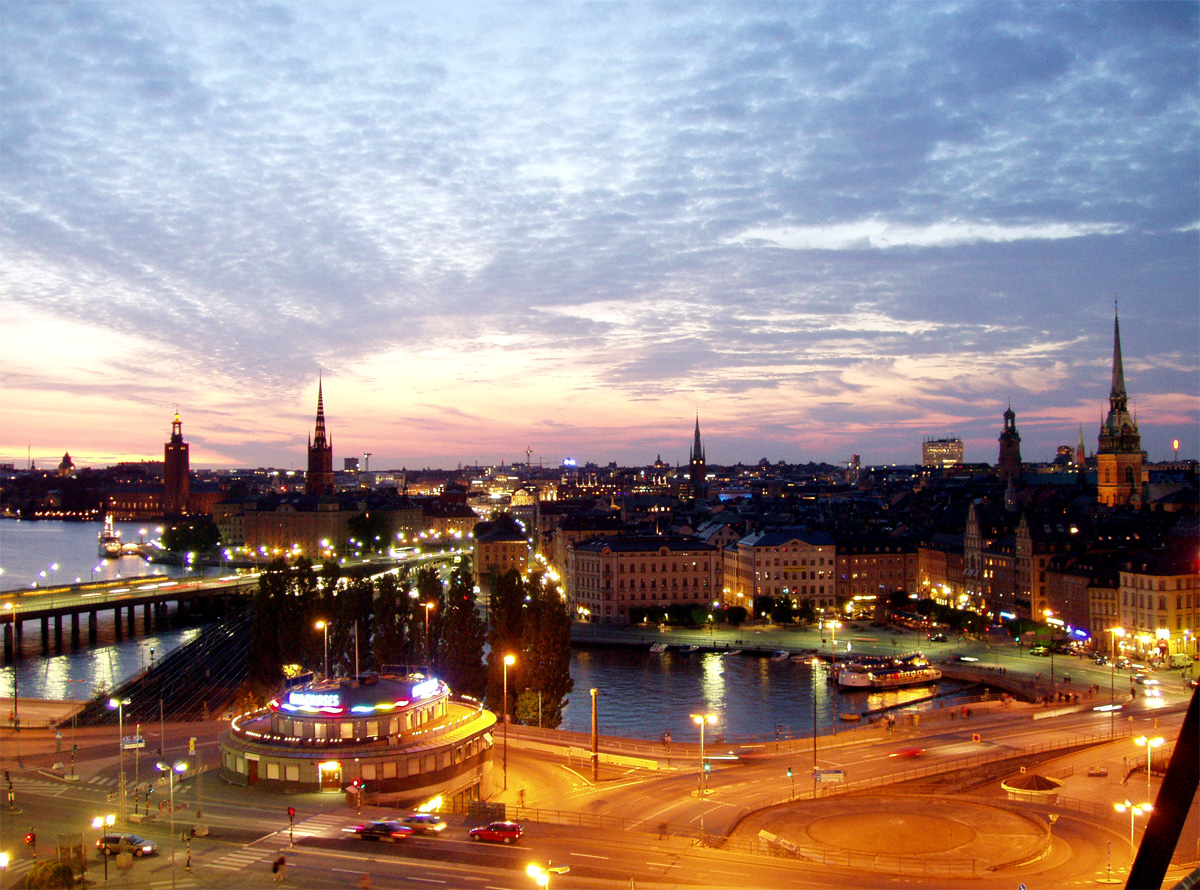
ストックホルム - スウェーデン
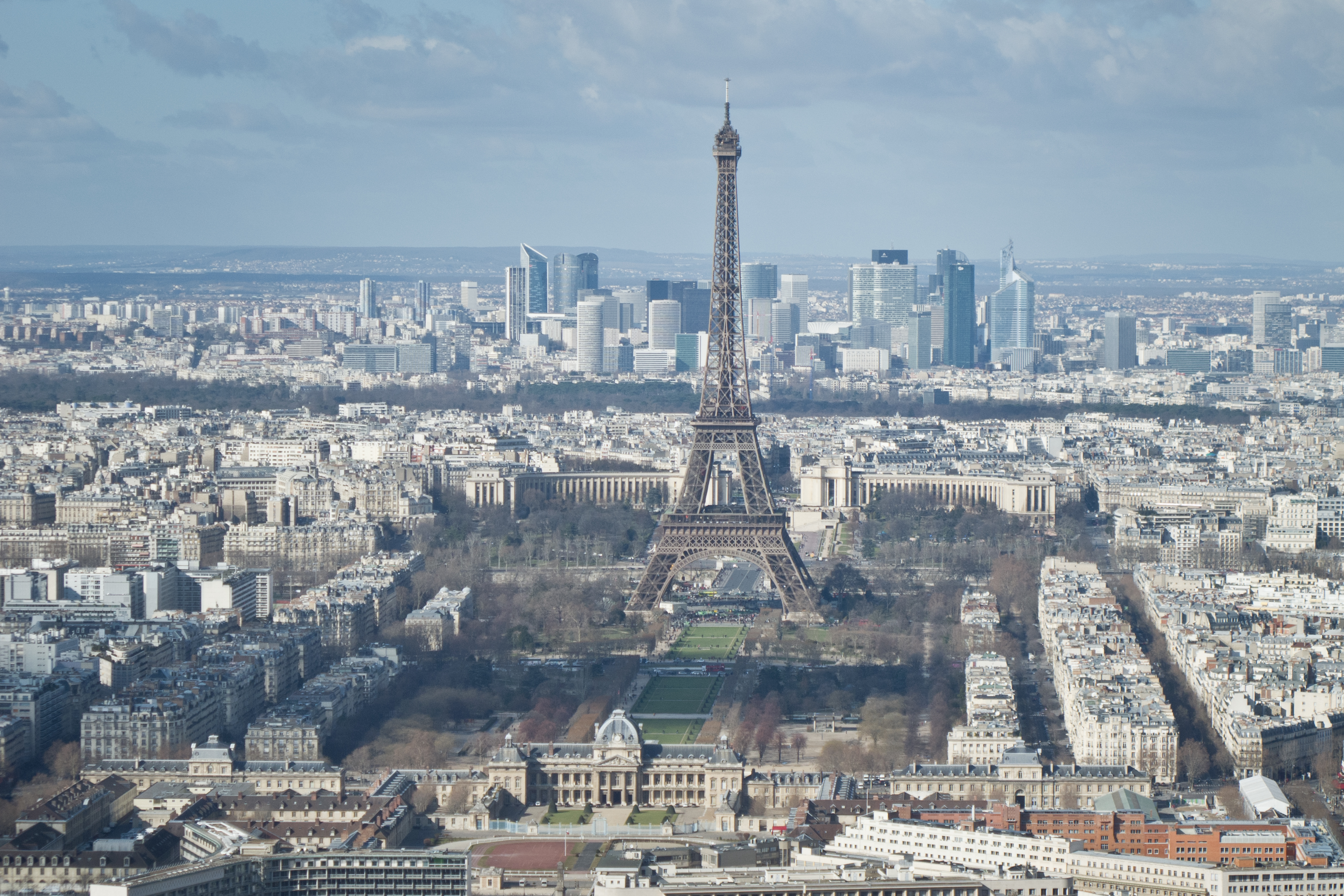
パリ - フランス
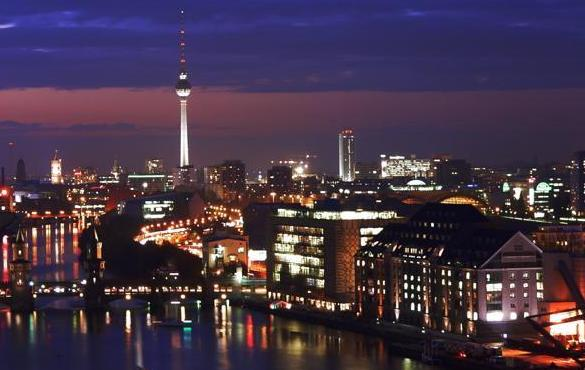
ベルリン - ドイツ